# Liège-Malmédy-Liège
Liège-Malmédy-Liège est une course cycliste belge, disputée de 1919 à 1924 entre Liège et la ville de Malmédy située en Wallonie.

## Palmarès
| Année | Vainqueur    | Deuxième      | Troisième     |
| ----- | ------------ | ------------- | ------------- |
| 1919  | Jean Rossius | Henri Hanlet  | Léon Kopp     |
| 1923  | Léon Luites  | Émile Masson  | Marcel Lacour |
| 1924  | Omer Taverne | Armand Thewis | Léon Briskot  |